# Training Day
Training Day är en amerikansk långfilm från 2001 i regi av Antoine Fuqua. I huvudrollerna ses Denzel Washington och Ethan Hawke.
Training Day belönades med en Oscar för bästa manliga huvudroll som gick till Denzel Washington. Även Ethan Hawke blev nominerad för bästa manliga biroll men blev slagen av Jim Broadbent för filmen Iris. Filmen vann även två priser på MTV Movie Awards, ett till Snoop Dogg för bästa cameo. Det andra gick till Denzel Washington för bästa skurk.

## Handling
Filmen handlar om Jake Hoyts första dag på jobbet som polis. Där paras han ihop med veteranen Alonzo Harris som visar honom hur man klarar vardagen som narkotikapolis i Los Angeles undre värld. Frågan är dock om inte Alonzo är mer korrumperad och farligare än de som de försöker bekämpa.

## Rollista
| Denzel Washington | – Alonzo Harris  |
| Ethan Hawke       | – Jake Hoyt      |
| Scott Glenn       | – Roger          |
| Tom Berenger      | – Stan Gursky    |
| Harris Yulin      | – Doug Rosselli  |
| Raymond J. Barry  | – Lou Jacobs     |
| Cliff Curtis      | – Smiley         |
| Dr. Dre           | – Paul           |
| Snoop Dogg        | – Blue           |
| Macy Gray         | – Sandman's Wife |
| Charlotte Ayanna  | – Lisa           |
| Eva Mendes        | – Sara           |
| Nick Chinlund     | – Tim            |
| Jaime Gomez       | – Mark           |